# 今治市立宮窪小学校
今治市立宮窪小学校（、英称:Imabari City Munipical Miyakubo Elementary School）は、愛媛県今治市宮窪町宮窪に存在する公立小学校である。

## 沿革

### 統廃合前
- 1876年(明治9年) -- 愛媛県越智郡宮窪村に宮窪小学校が開校[1]。
- 18xx年(明治xx年) - 同校が鵜島分教場と戸代分教場を統合[1]。
- 1887年(明治20年) - 同校が宮窪尋常小学校と改称[1]。また、鵜島簡易小学校と戸代簡易小学校が分離独立[1]。
- 1889年(明治22年) - 同校が戸代簡易小学校を統合[1]。
- 1892年(明治25年) - 同校から友浦尋常小学校が分離独立[1]。
- 1941年(昭和16年) - 同校が宮窪国民学校と改称[1]。
- 1947年(昭和22年) - 同校が宮窪村立宮窪小学校と改称[1]。
- 1952年(昭和27年) - 同校が宮窪町立宮窪小学校と改称[注 1]。

### 統廃合後
- 1963年(昭和38年)
  - 4月1日 --- 同校が宮窪町立友浦小学校及び宮窪町立余所国小学校と名目統合[1]。
- 1965年(昭和40年)
  - 3月15日 -- 同校の新校舎が竣工[注 2]。
  - 4月1日 --- 同校が宮窪町立友浦小学校及び宮窪町立余所国小学校と実質統合[注 3]。
- 1966年(昭和41年)
  - 1月25日 -- 宮窪町学校給食共同調理場が竣工[1]。
  - 3月1日 --- 同校の学校給食を開始[1]。
  - 3月20日 -- 同校の屋内運動場が竣工[1]。
- 1969年(昭和44年)
  - 月日不明 - 同校の校章を制作[2]。
- 1976年(昭和51年)
  - 1月9日 --- 同校の校歌を発表[1]。
  - 10月15日 - 同校の創立100周年記念式典を挙行[1]。
- 1977年(昭和52年)
  - 3月28日 -- 同校へ宮窪町立四阪島小学校の備品を搬出[注 4]。
- 1980年(昭和55年)
  - 3月25日 -- 同校の校訓を制定[1]。
- 1981年(昭和56年)
  - 1月23日 -- 同校の校訓碑を除幕[注 5]。
- 1999年(平成11年)
  - 4月1日 --- 同校に障害児学級を設置[注 6]。
- 2001年(平成13年)
  - 4月1日 --- 同校に障害児学級を追加[注 7]。
- 2005年(平成17年)
  - 1月16日 -- 同校が今治市立宮窪小学校と改称[注 8]。
  - 4月1日 --- 同校に障害児学級を追加[注 9]。
- 2006年(平成18年)
  - 4月1日 --- 同校に障害児学級を追加[注 10]。
- 2009年(平成21年)
  - 12月26日 - 同校の新校舎へ移転[注 11]。
- 2010年(平成22年)
  - 1月8日 --- 同校旧校舎の解体作業を開始[1]。
  - 2月14日 -- 同校新校舎の落成記念式典を挙行[1]。
- 2015年(平成27年)
  - 12月8日 -- 同校を日本放送協会のTV番組校歌の旅が取材[注 12]。
- 2016年(平成28年)
  - 4月1日 --- 同校に特別支援学級及び[注 13]、通級指導教室を設置[1]。
  - 4月27日 -- 同校が第67回今治市相撲大会において男子が団体優勝し女子が団体3位[1]。

### 歴代校長
| 代数 | 氏名        | 発令年月日             | 前職                   | 後職                                       | 脚注          |
| ---- | ----------- | ---------------------- | ---------------------- | ------------------------------------------ | ------------- |
| 01   | 小川 純孝   |                        |                        |                                            | [ 1 ]         |
| 02   | 藤 均       |                        |                        |                                            | [ 1 ]         |
| 03   | 矢野 嘉久   |                        |                        |                                            | [ 1 ]         |
| 04   | 曽我部 恒文 |                        |                        |                                            | [ 1 ]         |
| 05   | 重松 万寿雄 |                        |                        |                                            | [ 1 ]         |
| 06   | 真部 文明   |                        |                        |                                            | [ 1 ]         |
| 07   | 平野 孝明   |                        |                        |                                            | [ 1 ]         |
| 08   | 渡部 正寛   |                        |                        |                                            | [ 1 ]         |
| 09   | 重松 利一   |                        |                        | 退任                                       | [ 3 ]         |
| 10   | 青野 正     | 1995年(平成07年)4月1日 | 今治市立下朝小学校     | 愛媛県教育委員会今治教育事務所教育指導課長 | [ 3 ] [ 4 ]   |
| 11   | 渡邊 忠彦   | 1998年(平成10年)4月1日 | 菊間町立菊間小学校     | 今治市立別宮小学校校長                     | [ 5 ] [ 6 ]   |
| 12   | 青野 正     | 2001年(平成13年)4月1日 | 愛媛県教育委員会       | 退任                                       | [ 6 ] [ 7 ]   |
| 13   | 矢野 重久   | 2004年(平成16年)4月1日 | 今治市立九和小学校校長 | 今治市立清水小学校校長                     | [ 7 ] [ 8 ]   |
| 14   | 渡邊 和志   | 2007年(平成19年)4月1日 | 今治市立国分小学校校長 |                                            | [ 8 ] [ 9 ]   |
| 15   | 八塚 哲夫   | 2008年(平成20年)4月1日 | 上島町立弓削中学校校長 | 退任                                       | [ 9 ] [ 10 ]  |
| 16   | 三浦 伸文   | 2011年(平成23年)4月1日 | 上島町立弓削小学校校長 | 今治市立大三島小学校校長                   | [ 10 ] [ 11 ] |
| 17   | 越智 理     | 2013年(平成25年)4月1日 | 今治市立九和小学校校長 | 今治市立富田小学校校長                     | [ 11 ] [ 12 ] |
| 18   | 村上 浩一   | 2014年(平成26年)4月1日 | 愛媛県教育委員会       | 退任                                       | [ 12 ] [ 13 ] |
| 19   | 水谷 周二   | 2016年(平成28年)4月1日 | 西条市立国安小学校校長 | 退任                                       | [ 13 ] [ 14 ] |
| 19   | 田邊 正憲   | 2018年(平成30年)4月1日 | 上島町立岩城小学校校長 | 現職                                       | [ 14 ]        |

## 象徴

### 校章
- 制作者は、1969年(昭和44年)度の同校教諭の村上哲太である[2]。
- 中心に大島特産のミカンの花をあしらい、その背後に能島の潮流と激流により波が踊る様子を描いており丸印はその波頭を表し、ミカンの花の中心に「小」を配置している[2]。

### 校歌
- 作詞者は、藤木久子である[2]。
- 作曲者は、榊原有希である[2]。
- 歌詞は3番まであり、各番の終盤で学校名が入っている[2]。